# Afganisztán világörökségi helyszínei
Afganisztán területéről eddig két helyszín került fel a világörökségi listára, valamint négy további helyszín a javaslati listán várakozik a felvételre.
| | Dzsam minaretje és régészeti emlékhelyei |
| 2002 |                                          |
| Kulturális (II)(III)(IV) |                                          |
| Veszélyeztetett világörökségi helyszínek listájára került: 2003 |                                          |
| Védett terület:70 ha, puffer zóna: 600 ha, hivatkozás: 211 |                                          |
| Dzsam minaretje a 12. században épült, feltehetően a Gúrida-dinasztia egyik szultánjának utasítására. A helyi iszlám építészet kiemelkedő példája, ami fontos szerepet játszott a vallás továbbterjedésében. Alaprajza nyolcszögletű, magassága eléri a 65 métert. Átmérője a talajszintnél 9 méter, négy egymás fölötti egyre keskenyedő körszelvénye meszes habarccsal összekötött égetett téglából készült. Teljes külső felületét a szerkezeti elemekre rakott stukkóborítás fedi, ami geometrikus mintákat, és feliratokat ábrázol. A legalsó szint a legdíszesebb, nyolc függőleges szelvénye követi a nyolcszög alaprajz vonalát. Minden ilyen szelvényt vékony, teleírt szegély fog körbe. A minarettől északra, a folyó túlsó partján találhatók a Grúidák kastélyainak és tornyainak maradványai, keletre pedig erődítmények romjai, amik arra utalnak, hogy a minaret környékén elterülő város egyben egy katonai központ is volt. Az országban uralkodó háborús helyzet miatt a helyszín 2003-ban felkerült a veszélyeztetett világörökségi helyszínek listájára. |                                          |

| | Bámiján-völgy kultúrtáj és régészeti emlékei |
| 2003 |                                              |
| Kulturális (I)(II)(III)(IV)(VI) |                                              |
| Veszélyeztetett világörökségi helyszínek listájára került: 2003 |                                              |
| Védett terület: 158,9 ha, puffer zóna: 342 ha, hivatkozás: 208 |                                              |
| A 2500 méteres magasságban fekvő Bámiján-völgy a selyemút egyik ága volt. Kultúrája és régészeti emlékei a Baktriában az 1. századtól a 13. századig végbement művészeti és vallási változásokat tükrözi. A források szerint Bámiján városa egy virágzó buddhista kereskedelmi központ volt. A terület kiemelkedő építészeti emlékei a buddhista kolostorok és szentélyek, valamint az iszlám időszakból származó erődítmények. A kolostorok szerzetesei sziklába vájt barlangokban éltek. Egyes barlangok falát freskókkal borították, vagy domborművekkel díszítették. A műemlékegyüttes legkiemelkedőbb része volt az a két, homokkő sziklába faragott nagyméretű, 55 illetve 37 méter magas Buddha szobor, amelyeket 2000 márciusában a tálibok megsemmisítettek. Az országban uralkodó háborús helyzet miatt a helyszín 2003-ban felkerült a veszélyeztetett világörökségi helyszínek listájára. |                                              |

## Elhelyezkedésük
| Világörökségi helyszínek      |
| ----------------------------- |
| Dzsam minaretje Bámiján-völgy |